# 宋綬
宋綬（？—？），字公垂，趙州平棘（今河北趙縣）人，北宋政治人物。

## 生平
大中祥符元年（1008年）賜同進士出身，好學不倦，連上廁所也要帶書進去。書法精妙，朝中大臣盡学之，号稱是“朝体”。宋仁宗時，官至兵部尚書，參知政事，卒諡宣獻。其子宋敏求，官至龍圖閣直學士。

## 延伸阅读
[在维基数据编辑]
 《宋史·卷291》，出自脱脱《宋史》